# Chisséria
Chisséria ist eine Ortschaft in der französischen Gemeinde Arinthod und eine ehemalige Gemeinde mit zuletzt 72 Einwohnern (Stand 1. Januar 2015) im Département Jura in der Region Bourgogne-Franche-Comté. Sie gehört zum Arrondissement Lons-le-Saunier und zum Kanton Moirans-en-Montagne.
Am 1. Januar 2018 wurde Chisséria nach Arinthod eingemeindet.

## Geografie
Im Westen bildete der Fluss Valouse die Gemeindegrenze. Die Nachbargemeinden waren Arinthod im Norden, Vescles im Nordosten, Lavans-sur-Valouse im Südosten, Cézia und Saint-Hymetière im Süden sowie Valfin-sur-Valouse im Westen.

## Bevölkerungsentwicklung

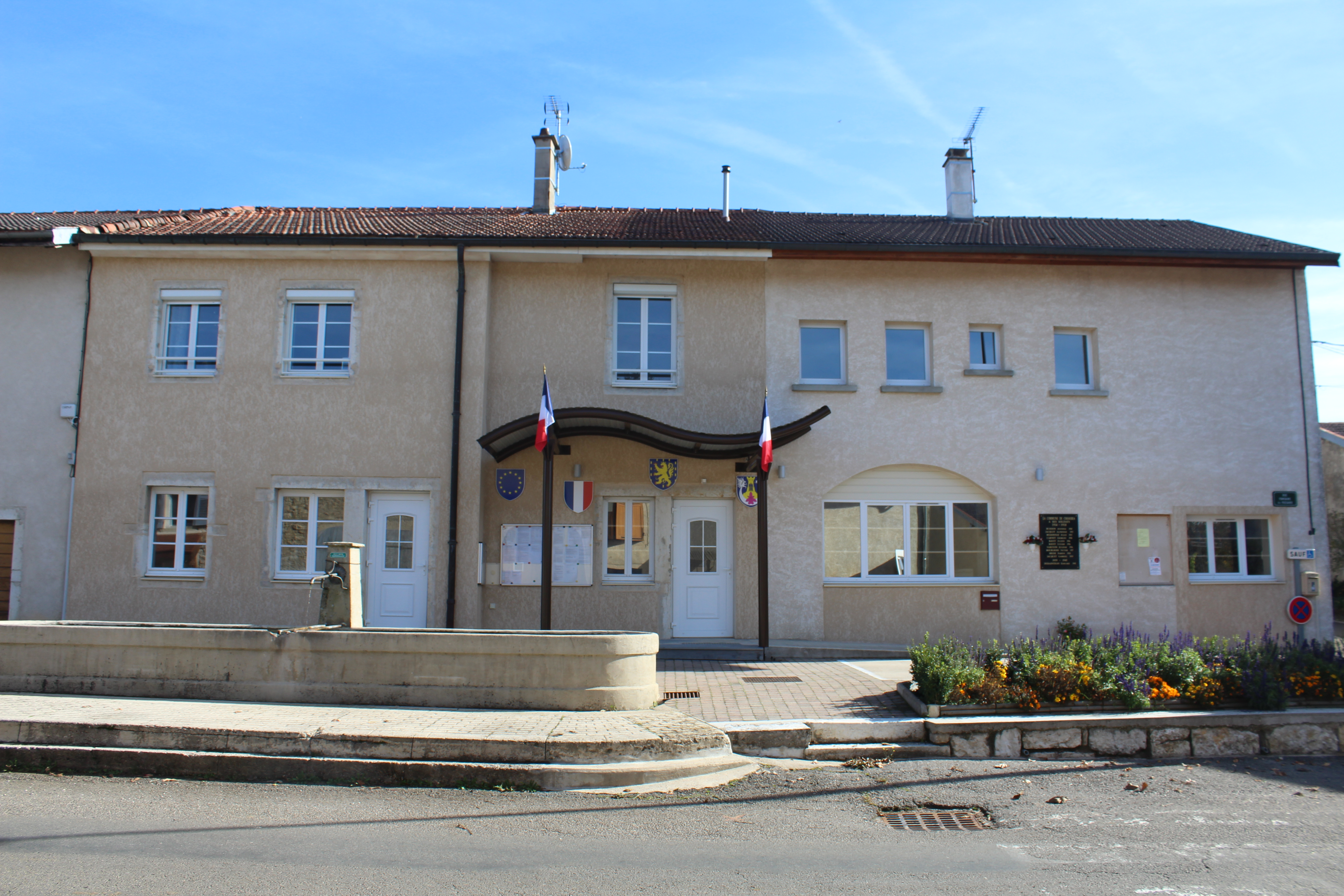
Ehemalige Mairie Chisséria

| 1962 | 1968 | 1975 | 1982 | 1990 | 1999 | 2008 | 2017 |
| ---- | ---- | ---- | ---- | ---- | ---- | ---- | ---- |
| 110  | 88   | 75   | 64   | 75   | 71   | 83   | 72   |